# Чжэньпин (Наньян)
Чжэньпи́н (кит. упр. 镇平, пиньинь Zhènpíng) — уезд городского округа Наньян провинции Хэнань (КНР).

## История
Уезд был создан при чжурчжэньской империи Цзинь в 1226 году.
В 1949 году был создан Специальный район Наньян (南阳专区), и эти места вошли в его состав. Впоследствии Специальный район Наньян был переименован в Округ Наньян (南阳地区).
В 1994 году решением Госсовета КНР был расформирован округ Наньян и создан Городской округ Наньян.

## Административное деление
Уезд делится на 3 уличных комитета, 14 посёлка, 4 волости и 1 национальную волость.